# Gambusia senilis
Gambusia senilis (in het Amerikaans Guayacon pinto) is een zoetwatervis, verwant aan het muskietenvisje, uit de familie Poeciliidae en de orde tandkarpers. Het visje is gemiddeld 2,8 cm lang en kan maximaal 5,5 cm lang worden.
Gambusia senilis komt voor in de Devils River in Texas, een zijrivier van de Rio Grande tussen de Verenigde Staten en Mexico. Deze vissoort staat als threatened op de Rode Lijst van de staat Texas en als gevoelig op de internationale Rode Lijst van de IUCN.